# Podul Mustaj-bei
Podul Mustaj-bei sau Podul Mustafa bei (în sârbocroată Mustaj-begova ćuprija; Mustajbegova ćuprija, lit. podul Mustaj-begov), numit și Podul din Klepci (în sârbocroată Most u Klepcima), este situat în așezarea Klepci⁠(en)[traduceți] din apropierea orașului Čapljina din Bosnia și Herțegovina. Trece peste Râul Bregava⁠(en)[traduceți] care se varsă în Râul Neretva la numai o jumătate de kilometru mai departe în aval. A fost declarat monument național al Bosniei și Herțegovinei⁠(en)[traduceți] la sesiunea Comisiei pentru Conservarea Monumentelor Naționale din Bosnia și Herțegovina⁠(en)[traduceți] desfășurată din 21 până în 27 ianuarie 2003.

## Istorie
Podul a fost construit în 1517 de către sangeac-beiul Herțegovinei⁠(en)[traduceți], Mustafa-bei (în sârbocroată Mustaj-beg), iar aproximativ 150 de ani mai târziu a fost reconstruit la ordinul pașei din Počitelj, Šišman Ibrahim. Podul a fost construit după un model asemănător cu în jur de 50 de ani înainte de Stari Most (în trad. Podul Vechi) din Mostar. Având în vedere că în această zonă au fost descoperite drumuri dintr-o perioadă precedentă, este posibil ca pe locul actualului pod să fi existat un pod roman⁠(en)[traduceți].

## Descriere și arhitectură
Podul este reprezentativ pentru arhitectura otomană⁠(en)[traduceți] a Bosniei și Herțegovinei. Anvergura deschizăturii arcuite a podului este de 17,52 m (săgeata arcului deasupra celui mai jos nivel al apei este de 6,30 m și se extinde în jur de 1 m sub suprafața apei), iar structura arcuită este dispusă pe segmente. Dedesubtul bolții arcului este făcut din piatră cioplită, cu îmbinări radiale. Arcurile frontale ale bolții sunt încastrate la în jur de 4 cm în raport cu zidurile frontale, așa că lățimea bolții este de în jur de 6,4 m. Cornișa de deasupra zidurilor frontale este înaltă de 17 cm și are un profil simplu, cu o înălțime a parapetului plus cea a consolei de 88 cm. Cornișa este ieșită cu 10 cm în afară în raport cu parapetul și consola. Grosimea streșinii este de în jur de 15 cm, iar structura destinată traficului, de 3,75 m în lățime, are o pantă abruptă. Cel mai înalt punct este de 7,20 m deasupra nivelului minim al apei, la 6,44 m pe malul drept al Bregavei și la 5,71 m pe malul stâng. Podul dispune de caldarâm făcut din pietre mari de râu cu trepte neuniforme (pe planul cornișei de pe zidurile frontale).

## Conservare și patrimoniu
Din cauza lipsei de atenție și a neglijării pe termen lung, părți ale parapetului – consola, cornișele de deasupra zidurilor frontale și caldarâmul – au fost distruse, în special între 1957 și 1987, când s-au distrus și părți din zidurile laterale. În 1952, Institutul pentru Protecția Monumentelor a desfășurat lucrări de conservare și restaurare, în cadrul cărora caldarâmul și zidurile au fost reconstruite, însă folosindu-se materiale de construcție inadecvate. Lucrări ulterioare din cadrul proiectului de regularizare a Bregavei au devastat mediul înconjurător natural al podului, iar reconstruirea drumului local în 1991 a periclitat parțial rampa de acces, dar Institutul pentru Protecția Monumentelor a prevenit pagube majore. Deși neavariat în Războiul Bosniac, podul era în condiție destul de proastă din cauza lipsei ulterioare de întreținere și a traficului utilajelor grele.

### Intervenții recente
În primăvara anului 2019 au fost luate măsuri de conservare și restaurare pentru repararea podului, ceea ce a creat condițiile prealabile necesare reparării și reconstruirii complete ale acestuia.